# Roadbook

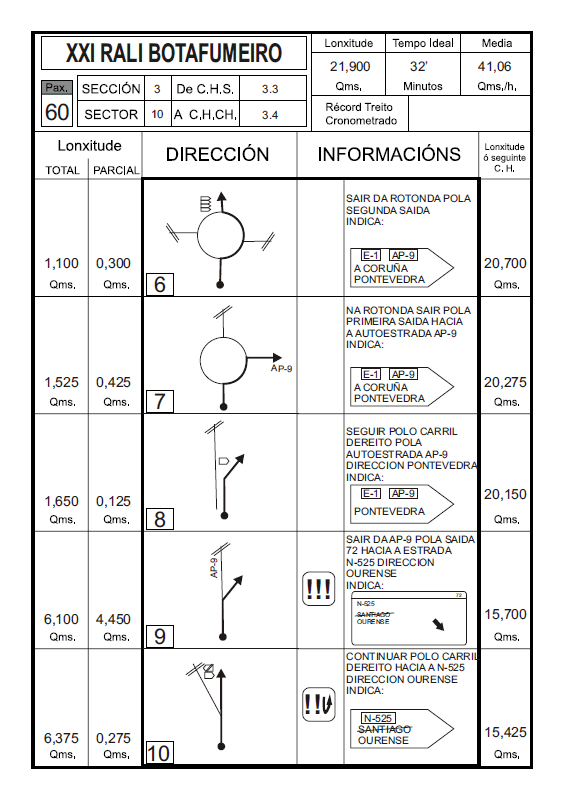
Roadbook

Ein Roadbook (englisch) ist eine Weginformation für Touren in Form einer Tabelle.
Üblicherweise werden Roadbooks bei Oldtimer-, Fahrrad- und Motorradtouren benutzt, hierzu oft in die Fahrradtasche oder in den Tankrucksack gesteckt. Auf dem Markt gibt es mittlerweile auch Roadbookhalter, die manuell oder elektrisch betrieben werden. Dabei ist das eigentliche Roadbook eine lange Papierrolle, die in einem speziellen Gehäuse über zwei Spulen läuft. Roadbooks haben gegenüber der Straßenkarte den Vorteil der schnelleren Wegfindung und gegenüber einem GPS-Gerät die günstigere Anschaffung.
Roadbooks werden normalerweise von oben nach unten gelesen. In einer Tabelle sind wichtige Wegpunkte aufgelistet. Die Informationen, die ein Roadbook üblicherweise enthält, sind: Teil-Kilometer, Total-Kilometer, Richtungspfeil, Richtung, Bemerkung und in Textform enthaltene Richtungsangabe.
Im Rallyesport ist für Roadbook auch die Bezeichnung Gebetbuch verbreitet.